# Ванновский, Пётр Семёнович
Пётр Семёнович Ванно́вский (24 ноября [6 декабря] 1822, Киев — 16 [29] февраля 1904, Санкт-Петербург) — русский военный и государственный деятель, военный министр (1881—1898) и министр народного просвещения (1901—1902). Генерал от инфантерии, генерал-адъютант.

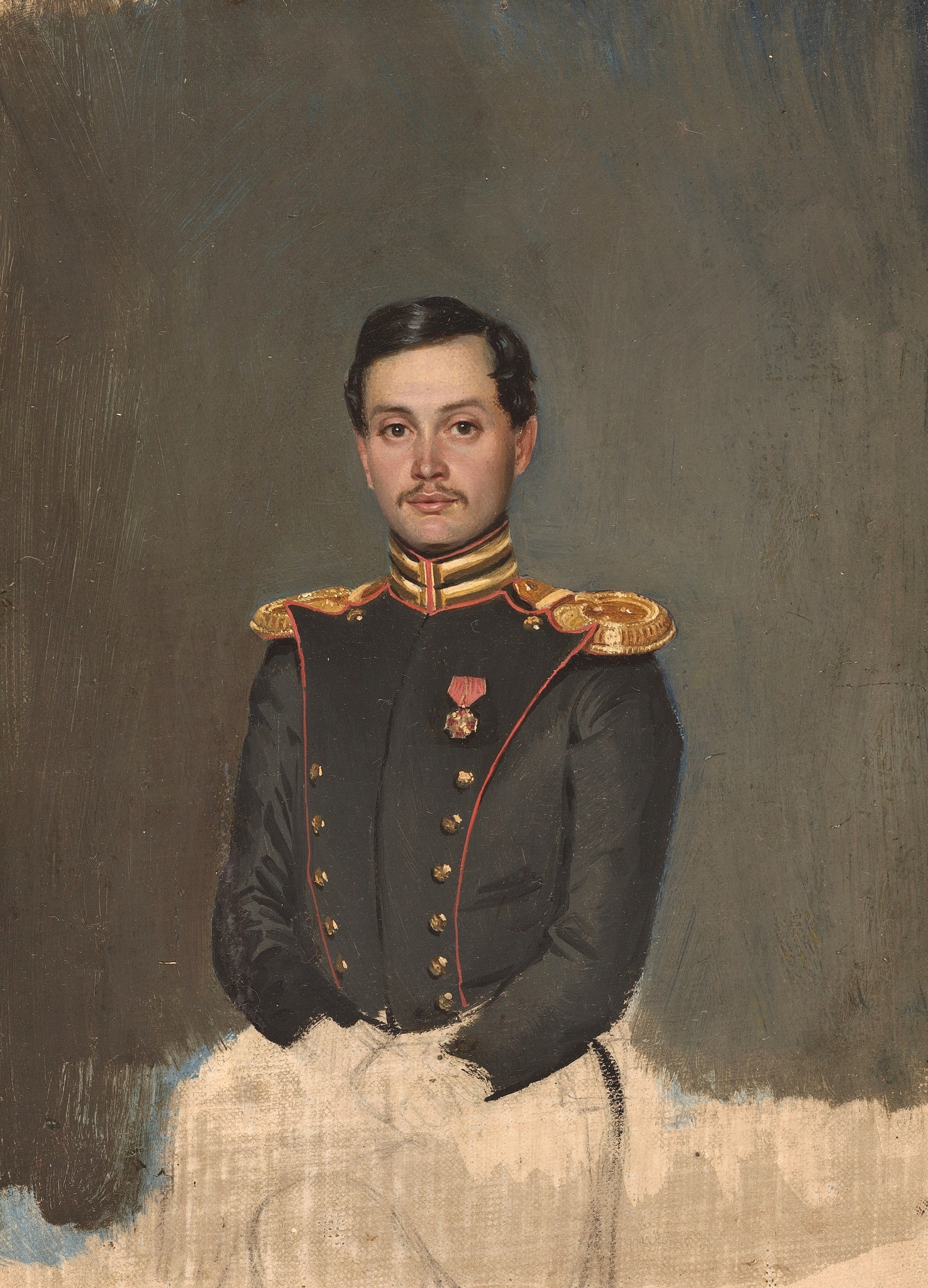
П. А. Федотов.
Портрет штабс-капитана П. С. Ванновского, 1849 г. Государственная Третьяковская галерея

## Биография
Происходил из белорусского шляхетского рода, из потомственных дворян Минской губернии. Образование получил в 1-м московском кадетском корпусе, из унтер-офицеров которого 23 июля 1840 поступил прапорщиком в лейб-гвардии Финляндский полк. Участник Венгерского похода 1849 года. Во время Крымской войны 1853—1854 отличился в сражениях под Туртукаем и крепостью Силистрией. Награждён орденом Св. Владимира 4-й степени с мечами и бантом. В 1855 назначается командиром батальона, в 1857 году — начальником Офицерской стрелковой школы, в 1861 году — директором Павловского кадетского корпуса (с 1863 — Павловское военное училище). С 1868 года последовательно командовал 12-й и 33-й пехотными дивизиями, затем командир 12-го армейского корпуса.
Во время русско-турецкой войны 1877—1878 — начальник штаба Рущукского отряда. За храбрость и распорядительность награждён орденом Св. Георгия 3-й степени. В феврале 1878 года был назначен командиром Рущукского отряда. В 1880 году Ванновский был зачислен в офицеры генерального штаба без окончания Николаевской академии Генерального штаба.
Умер в Санкт-Петербурге 16 (29) февраля 1904 года. Его жена, Александра Александровна Ванновская, умерла 21 ноября 1910 года. Похоронена вместе с мужем на Никольском кладбище Александро-Невской Лавры в Санкт-Петербурге.
Их сыновья:
- Сергей был генерал-майором, погиб в начале Первой мировой войны.
- Борис был генерал-лейтенантом и во время Первой мировой войны командовал 4-й кавалерийской дивизией.

## Военный министр

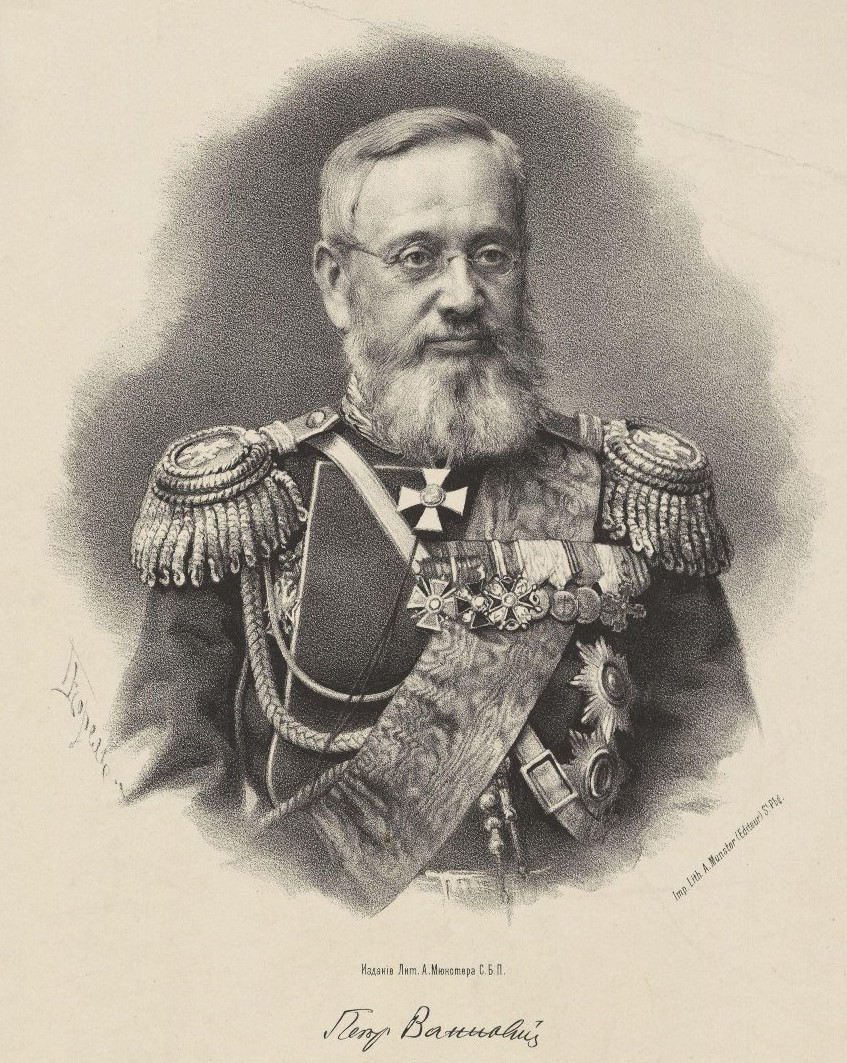
Военный министр П. С. Ванновский, генерал от инфантерии. Рис.1895-1898 гг.

С 22 мая 1881 г. управляющий военным министерством. С 1 января 1882 по 1 января 1898 военный министр. В 1883 произведен в генералы от инфантерии. За время его работы военным министром были проведены следующие преобразования:

### I. Устройство военного управления вообще
- Упразднены должности генерал-инспектора кавалерии и генерал-инспектора инженеров, важнейшие обязанности которых возложены на военного министра (1891).
- артиллерийские части, входящие в состав корпусов, изъяты из ведения начальников артиллерии округов и подчинены командирам корпусов, в видах объединения всех родов оружия в руках ответственных начальников, в мирное и военное время.
- Образованы мортирные полевые полки (1889).
- Усилены резервная артиллерия, полевая действующая пехота и пехота резервная.
- Преобразовано управление крепостями — комендант сделан хозяином крепости и лицом ответственным за её исправное состояние и подготовку её мобилизации.
- Учреждены в частях охотничьи команды.
- Значительно упрощено местное военное управление (1881), упразднением должностей начальников местных войск в округах и губернских воинских начальников, заменённых начальниками местных бригад, с небольшими при них управлениями. Преобразовано полевое управление войск в военное время (1890).

### II. Организация войск
Основной мыслью реформ Ванновского было увеличение боевой части вооружённых сил за счет сокращения небоевых элементов и без увеличения общей численности армии. Обращено особое внимание на увеличение числа офицеров в армии.
- Усилена регулярная кавалерия переформированием полков из 4-эскадронного состава в 6-эскадронный;
- Увеличено число действующих казачьих полков;
- . В соответствии с приказом № 260 от 13 июля 1882 года все армейские уланские и гусарские полки были преобразованы в драгунские, в октябре 1882 года все драгунские полки получили новую форму: мундир без пуговиц (полукафтаны, цветные кушаки, широкие шаровары); барашковая шапка с цветным донышком и тёмно-зелёная фуражка с цветным околышем; сабли заменили шашками на плечевой портупее, а пики вообще упразднили. Лишение прославленных гусарских и уланских полков их названий и формы, тесно связанных с боевыми традициями этих частей, негативно влияло на состояние морального духа личного состава. А также последовали многочисленные отставки офицерского состава
- Усилена и частью преобразована полевая и крепостная артиллерия, усилены инженерные войска образованием 5-й саперной бригады, железнодорожной бригады, учебного воздухоплавательного парка, крепостных воздухоплавательных отделений и военно-голубиных почтовых станций.

### III. Комплектование войск
- Увеличен срок службы для лиц, пользующихся льготами по образованию (1886).
- Введена общая воинская повинность на Кавказе и в Семиреченской области.
- Учреждены ежегодные учебные сборы запасных и ополченцев.
- Военные училища увеличены в составе.
- Военные гимназии преобразованы в кадетские корпуса.
- Учрежден новый донской кадетский корпус.
- Увеличено содержание младших строевых офицеров, особенно ротных командиров.
- Для пополнения состава офицеров в военное время изданы положения об офицерах и прапорщиках запаса и установлены учебные их сборы.

### IV. Обучение войск
- Изданы новые инструкции.
- Учебные части преобразованы в офицерские школы, подготовляющие к занятию более самостоятельных должностей.
- Учрежден особый офицерский Курс восточных языков.

### V. Мобилизационная готовность
Возросла в значительной мере, благодаря расширению железнодорожной сети, согласно с требованиями военного министерства.

### VI. Изменения в специальных военных областях
- 1) По интендантской части: увеличение приварочного довольствия солдат; заготовление консервов, запасов фуража и продовольствия; постройка военных зернохранилищ, мукомолен, хлебопекарен и прессовален сена. Принят новый способ заготовления фуража через землевладельцев, а провианта — войсками, через посредство комиссионеров.
- 2) По военно-врачебной части: госпитали заменены местными лазаретами; изданы новые положения о военно-врачебных заведениях.
- 3) По военно-судной части: новое военное судоустройство распространено и на отдалённые округа; переработаны и изданы новые уставы — военно-судный и дисциплинарный.
- 4) По инженерной части: особое внимание обращено на фортификационную оборону границ и постройку и усовершенствование крепостей; работы в крепостях были направляемы распорядительной комиссией, под председательством самого министра. Издано новое положение об управлении крепостями.
- 5) По вооружению. Армия получила винтовки Мосина. На вооружение полевой артиллерии введены полевые мортиры. Состоялось перевооружение горных батарей; введены новые крепостные лёгкие пушки и мортиры большого калибра, стреляющие бомбами торпедо; введено электрическое освещение в крепостях в военное время.
- 6) Для укрепления корпоративного духа в армии, среди прочего, в 1894 году изданы правила об офицерских дуэлях, каковые были сделаны для офицеров в известных случаях обязательными[3].

генерал-адъютант Ванновский <…> состоял военным министром в течение всего царствования Императора Александра III.

Император Александр III очень любил Ванновского, которого он взял из корпусных командиров в Киеве; он был начальником штаба у Императора, когда Александр III был ещё Наследником-Цесаревичем и командовал отрядом войск во время восточной Турецкой войны.

Ванновский представлял собою личность. Он был человек не большого образования, не большой культуры, но он был человек определительный; твердо преданный Государю; человек порядка, — несколько желчный. Во всяком случае, надо признать, что он держал военное министерство в порядке. — Витте С. Ю. 1849—1894: Детство. Царствования Александра II и Александра III, глава 15 // Воспоминания. — М.: Соцэкгиз, 1960. — Т. 1. — С. 304. — 75 000 экз.

## Министр народного просвещения

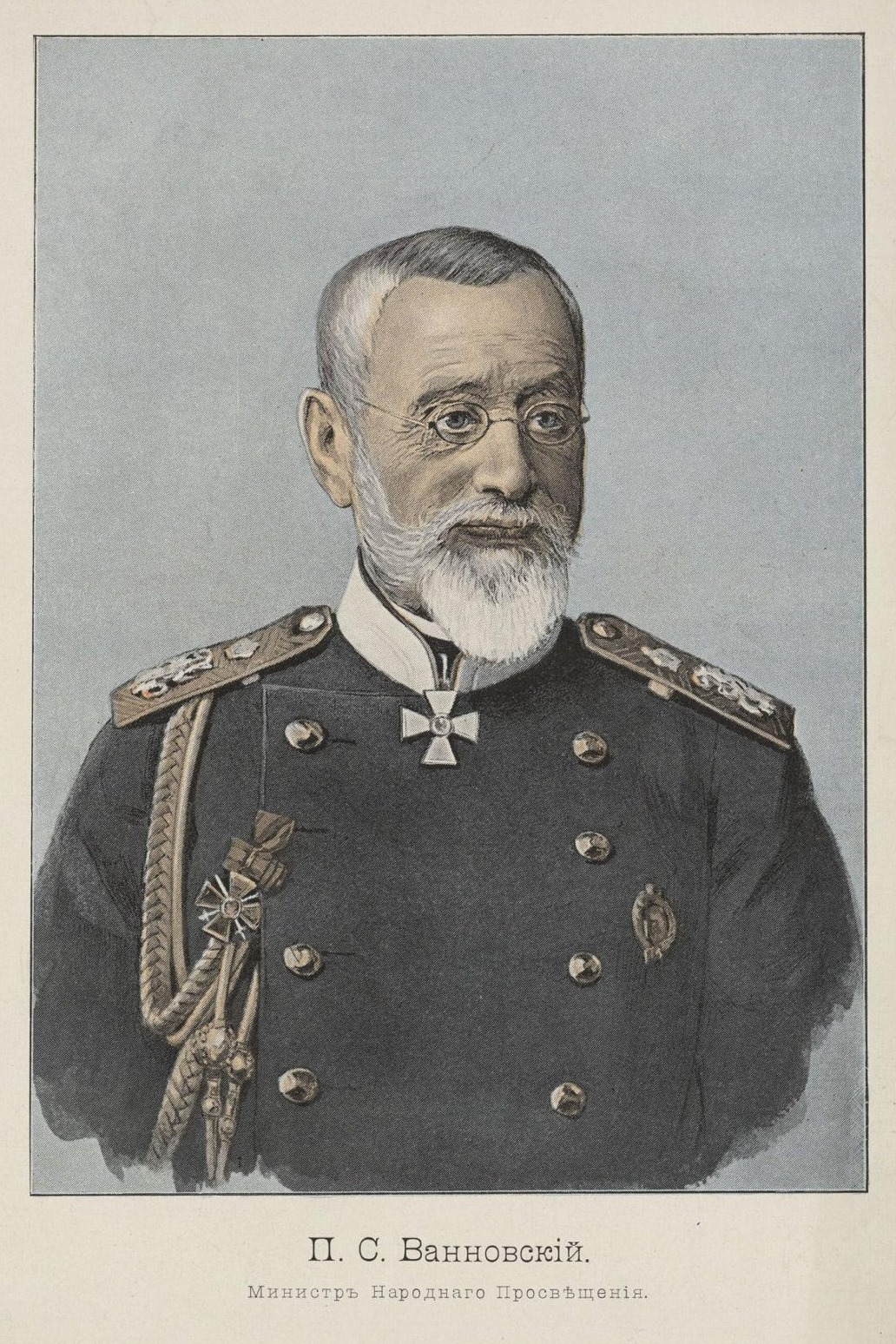
Ванновский Пётр Семёнович, министр народного просвящения. 1901—1902 гг.

1 января 1898 г. Ванновский был уволен от должности военного министра и назначен членом Государственного совета. 20 февраля 1899 г. на него возложено было расследование причин студенческих беспорядков. Представленный по результатам расследования доклад резко критиковал действия полиции и министерства народного просвещения.
После убийства министра народного просвещения Н. П. Боголепова назначен на его место.
Студенты, которые при Боголепове были сданы в солдаты, были освобождены, и эта мера более не практиковалась. В конце 1901 г. были опубликованы правила, которыми студентам предоставлялась возможность корпоративной организации, легализировались курсовые старосты, дозволялось устройство курсовых сходок, учреждение научно-литературных кружков, столовых, касс взаимопомощи и т. д., но все это было обставлено такими стеснительными условиями, что студенты всё равно были недовольны.
Было отменено преподавание греческого языка в большей части классических гимназий и он был сделан необязательным для поступающих в университет.
Ушёл в отставку 11 апреля 1902 г.

Узнав о предстоящем увольнении Ванновского, обер-прокурор Святейшего Синода К. П. Победоносцев в частном письме от 8 апреля 1902 года писал императору Николаю II: 
Слышу, что П. С. Ванновский уволен уже от управления министерством народного просвещения. <…> Министерство предложено было Ванновскому. Он счёл своим долгом перед Государем и отечеством не уклониться от этой жертвы. Но в самом начале можно было предвидеть, что он не может справиться с делом, которое принял на себя. <…> Новый министр, не прибегая к советам с лицами, ближе стоявшими к делу просвещения и школ, приступил к реформам, разрушившим все прежние учебные порядки, и к мерам, в сущности послужившим не к утверждению, а к новому колебанию потрясённой уже учебной дисциплины. Нечего распространяться о многих ошибках его политики, нельзя, по доброй совести, ставить все эти ошибки в предосуждение старцу, желавшему доброй цели.

## Чины и звания
- Вступил в службу (22.06.1840)
- Подпоручик (Выс. пр. 11.04.1843)
- Поручик (15.04.1845)
- Штабс-капитан (03.04.1849)
- Капитан (06.12.1853)
- Полковник (06.04.1855)
- Генерал-майор (30.08.1861)
- Генерал-лейтенант (26.10.1868)
- Генерал-адъютант (26.02.1878)

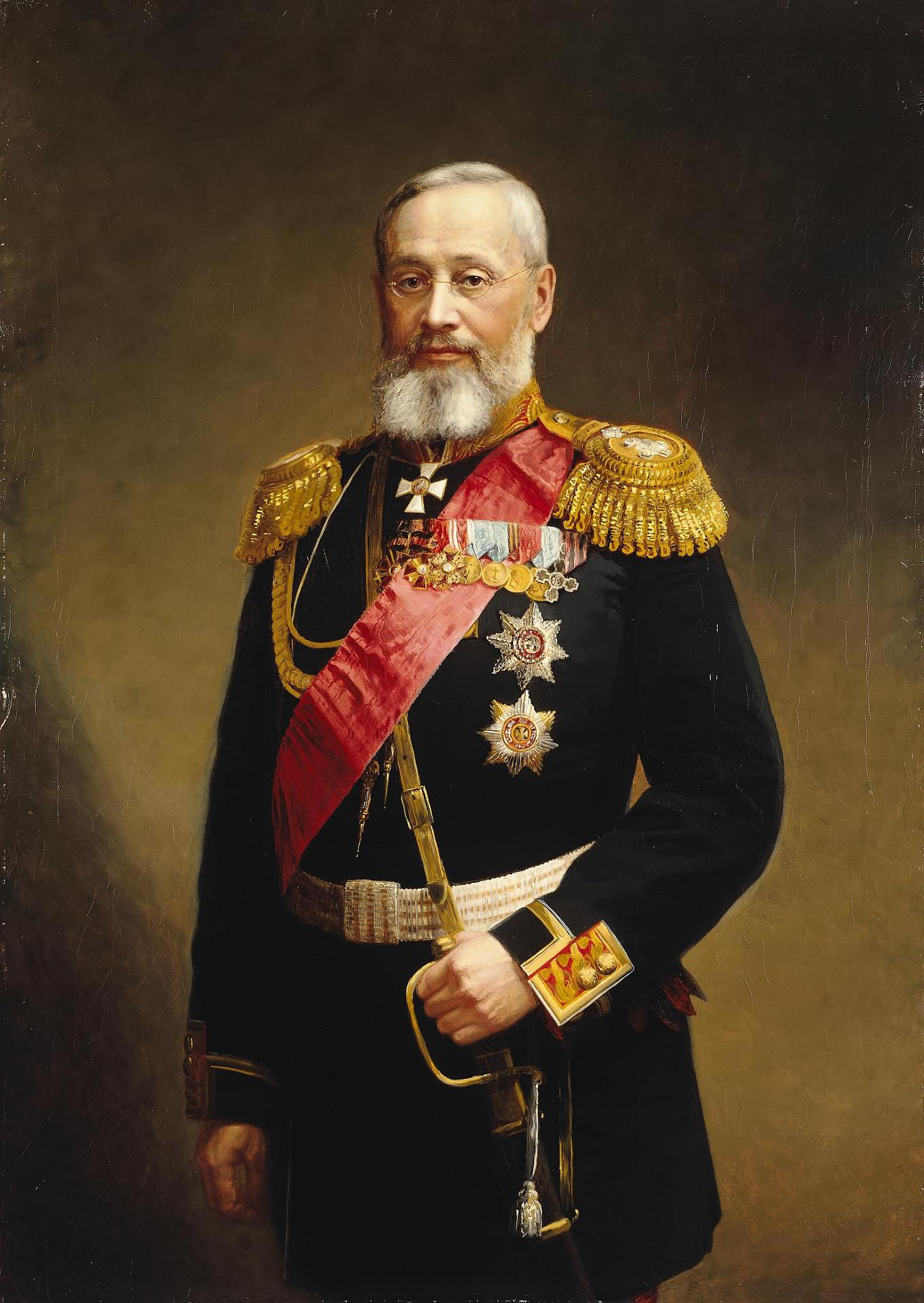
А. П. Першаков.
Портрет П. С. Ванновского, в мундире генерал-адъютанта Свиты Его Императорского Величества.
Конец XIX в. Холст, масло. 116 х 82,5. Государственный Эрмитаж (Санкт-Петербург)

- Генерал от инфантерии (15.05.1883)

## Награды
- Орден Святой Анны 3-й степени (06.12.1848)
- Орден Святой Анны 2-й степени (06.12.1852)
- Орден Святого Владимира 4-й степени с мечами и бантом (18.12.1854)
- Орден Святого Станислава 2-й степени (26.08.1856)
- Императорская корона к ордену Святой Анны 2-й степени (08.09.1859)
- Орден Святого Владимира 3-й степени с мечами (31.01.1863)
- Орден Святого Станислава 1-й степени (16.04.1867)
- Орден Святой Анны 1-й степени с императорской короной (30.08.1870)
- Орден Святого Владимира 2-й степени (16.04.1872)
- Орден Белого орла (26.08.1875)
- Орден Святого Георгия 3-й степени (01.12.1877)
- Орден Святого Александра Невского (24.08.1883)
- Бриллиантовые знаки к ордену Святого Александра Невского (30.08.1886)
- Орден Святого Владимира 1-й степени (01.01.1890)
- Орден Святого Андрея Первозванного (01.01.1895)
- Высочайший рескрипт (22.07.1890)
- Высочайший рескрипт (22.07.1900)
- Дом в Санкт-Петербурге и 300 тыс. руб. (31.12.1897)
- Знак отличия беспорочной службы за XV лет (22.08.1858)
- Знак отличия беспорочной службы за XL лет (22.08.1882)
- Знак отличия беспорочной службы за L лет (22.08.1893)

Иностранные:
- Черногорская золотая медаль (1878)
- Сербский орден Таковского креста 1-й степени (1881)
- Черногорский орден Князя Даниила I 1-й степени (1883)
- Итальянский орден Святых Маврикия и Лазаря 1-й степени (1883)
- Болгарский орден «Святой Александр» 1-й степени (1883)
- Прусский орден Красного орла 1-й степени со звездой (1885)
- Австро-Венгерский орден Леопольда 1-й степени (1885)
- Японский орден Восходящего солнца 1-й степени (1885)
- Прусский орден Красного орла 1-й степени с бриллиантами (1888)
- Бухарский орден Восходящей звезды 1-й степени с бриллиантами (1889)
- Мечи к сербскому ордену Таковского креста 1-й степени за военные заслуги (1891)
- Французский орден Почётного легиона, большой крест (1891)
- Датский орден Данеброг 1-й степени (1892)
- Гессенский орден Людвига 1-й степени (1895)
- Австро-Венгерский орден Святого Стефана 1-й степени (1897)
- Прусский орден Чёрного орла (1897)

## Оценки историков
По оценке русского военного историка А. А. Керсновского П. С. Ванновский был:
…Полной противоположностью просвещенному и «либеральному» Милютину. В сравнении с Милютиным он был обскурантом — своего рода «военным Победоносцевым», а по характеру — вторым Паскевичем. Человек в высшей степени грубый и придирчивый, он деспотически обращался с подчинёнными. Служить с ним было очень тяжело, и редко кто выносил это сколько-нибудь продолжительное время.

## Память
В честь Петра Семёновича Ванновского названы следующие населённые пункты:
- село Ванновское в Тбилисском районе Краснодарского края, бывшее ранее немецкой колонией (с начала 1890-х годов);
- село Ванновское (посёлок городского типа с 1941 г.,Тинчлик с 2012 г.) в Алтыарыкском районе Республики Узбекистан;[источник не указан 2953 дня]
- поселок Ванновский в Ахалском велаяте Туркмении.